# کج گردن
کج گردن، روستایی از توابع بخش مرکزی شهرستان چناران در استان خراسان رضوی ایران است.
راه رسیدن به آن از طریق جاده جوکار در شمال غربی چناران می باشد. 
افول این روستا از اواسط دوره پهلوی شروع شد که دلیل آن را می توان آثار منفی سیاست های دولت آن زمان و آثار منفی اصلاحات ارضی برافتادن خان ها و نبود خان برای انجام فعالیت ها که منجر به کاهش  تولیدات کشاورزی  و تکه تکه  شدن زمین ها  خان ها و افتادن به  دست کشاورزان و رعیت های سابق که فاقد توانابی  برنامه ریزی و فاقد لوازم مورد نیاز  بودند که باعث ازبین رفتن تولید عمده شد و در نتیجه باعث ازبین رفتن شغل ها ی روستایی و درنتجیه مهاجرت ساکنان روستا ها به شهر ها درنظر گرفت؛این عامل به علاوه خشک سالی ها و کمبود آب و... باعث افول روستا ها از جمله روستای کج گردن شد. 
این روستا دارای جمعیتی صددرصد شیعه امامیه بودند  ازجمله آنها جمعیتی از  سادات موسوی بود که برخی از آنها در دوره پهلوی به نجف در عراق مهاجرت کردند عده کثیری هم به چناران مهاجرت کردند. 
بقعه ای بنام بقعه ی خواجه ولی در نزدیکی روستا وجود دارد که محل دفن اموات روستا نیز بوده است  بقعه دارای بنای مستطیلی و فاقد گنبد میباشد و ودر داخل آن سنگ قبر مستطیلی شکل دارای ارتفاع  تقریبا یک متر و فاقد ضریح می باشد. 
جمعیت روستا در حال حاضر طبق آمار کمتر از پنج خانوار است. 

## جمعیت
این روستا در دهستان چناران قرار دارد و براساس سرشماری مرکز آمار ایران در سال ۱۳۸۵، جمعیت آن زیر سه خانوار بوده‌است.